# TSUBO-KEN
TSUBO-KENこと、坪山健一（つぼやま けんいち、1967年8月28日 - ）は、日本のサックス奏者、作曲家。

## 来歴
神奈川県横浜市に生まれ、大阪府枚方市で育つ。中学の頃よりサックスを始める。啓光学園高等学校を卒業した。
1986年、相愛大学音楽学部器楽学科に入学。野田燎に師事した。1990年同大学卒業。兵庫県西宮市新人演奏会で最優秀賞を受賞し、関西フィルハーモニー管弦楽団と共演。その後、母校である啓光学園中学・高等学校の非常勤講師を勤めながら、関西を中心に活動を展開するが、2000年4月に上京。路上演奏を活動の中心とし、ライブやコンサート等でも演奏活動をおこなう。雑誌『SPA』・朝日新聞・毎日新聞・東京新聞等にその模様が掲載された。「全国の方々に、直に生の演奏を聞いていただいて、応援していただく」をモットーに、これまでに日本の47都道府県のほか、ニューヨークやハワイで路上演奏を敢行した。
2007年、がん啓発イベント『リレー・フォー・ライフ in 東京』に演奏で参加し、その活動に賛同。2008年より全国のRFLに参加している。

## 音楽外の活動
書道家・武田双雲を始め、ダンス・プラネタリウム等とのコラボレーションも精力的に行っている。双雲とのパフォーマンスの様子は、これまでTV東京『ソロモン流』『誰でもピカソ』・TV神奈川『湘南』・NHK『ニッポン先端人』・フジテレビ『オデッサの階段』等で紹介された。
2012年3月、横浜夢座（座長:五大路子）公演『野毛武蔵屋~3杯屋の奇跡~』に役者としても出演した。

## ディスコグラフィ

### オリジナルCD
- 『RED NOTE』
- 『BLUE NOTE』
- 『GREEN NOTE』

### カヴァーアルバム
- 『路上の片隅で vol.1 A-Pops』
- 『路上の片隅で voi.2 J-Pops』